# Törzs (rendszertan)
Az élőlények rendszertani besorolásában a törzs az ország (regnum) és az osztály (classis) között álló fő rendszertani kategória. Latin neve az állatoknál, prokariótáknál phylum, a növényeknél és gombáknál divisio. Amennyiben szükséges a törzs felett a főtörzs (superphylum vagy superdivisio), alatta pedig az altörzs (subphylum vagy subdivisio) alkategóriák is használhatóak.

## A törzs elhelyezkedése a rendszertani felosztásban
A fő kategóriákat félkövér, az alkategóriákat a normál betű jelöli.
- ország (regnum)
  - alország (subregnum)
    - alországág (infraregnum)
      - főtörzs (superphylum vagy superdivisio)
        - törzs (phylum vagy divisio)
          - altörzs (subphylum vagy subdivisio)
            - altörzság (infraphylum vagy infradivisio)
              - főosztály (superclassis)
                - osztály (classis)

## Az élővilág törzsei

### Baktériumok
domén: Baktériumok (Bacteria)
- Acidobacteria
- Actinobacteria
- Aquificae
- Bacteroidetes
- Chlamydiae
- Chlorobi
- Chloroflexi
- Chrysiogenetes
- Cyanobacteria
- Deferribacteres
- Deinococcus-Thermus
- Dictyoglomi
- Fibrobacteres
- Bacillota
- Fusobacteria
- Gemmatimonadetes
- Nitrospirae
- Planctomycetes
- Proteobacteria
- Spirochaete
- Thermodesulfobacteria
- Thermomicrobia
- Thermotogae
- Verrucomicrobia

### Archeák
domén: Archeák (Archaea)
- Crenarchaeota
- Euryarchaeota
- Korarchaeota
- Nanoarchaeota
- Thaumarchaeota

### Eukarióták
domén: Eukarióták (Eukaryota)

#### Unikonta
csoport: Unikonta
- ország: Amőbák (Amoebozoa)
  - Archamoebae
  - Flabellinea
  - Nyálkagombák (Mycetozoa)
  - Tubulinea
- ország: Állatok (Animalia)
  - Korongállatkák (Placozoa)
  - Szivacsok (Porifera)
  - alország: Valódi szövetes állatok (Eumetazoa)
    - Csalánozók (Cnidaria)
    - Bordásmedúzák (Ctenophora)
    - főtörzs: Laposféregszerűek (Platyzoa)
      - Buzogányfejű férgek (Acanthocephala)
      - Nyílférgek (Chaetognatha)
      - Cycliophora
      - Csillóshasúak (Gastrotricha)
      - Gnathostomulida
      - Micrognathozoa
      - Laposférgek (Platyhelmintha)
      - Kerekesférgek (Rotifera)

    - főtörzs: Tapogatós-csillókoszorús állatok (Lophotrochozoa)
      - Gyűrűsférgek (Annelida)
      - Pörgekarúak (Brachiopoda)
      - Mohaállatok (Bryozoa)
      - Ormányosférgek (Echiura)
      - Nyelesférgek (Entoprocta)
      - Puhatestűek (Mollusca)
      - Zsinórférgek (Nemertea)
      - Csöves tapogatósok (Phoronida)
      - Fecskendőférgek (Sipuncula)

    - főtörzs: Vedlő állatok (Ecdysozoa)
      - Ízeltlábúak (Arthropoda)
      - Övesférgek (Kinorhyncha)
      - Fonálférgek (Nematoda)
      - Húrférgek (Nematomorpha)
      - Karmos féreglábúak (Onychophora)
      - Farkosférgek (Priapulida)
      - Medveállatkák (Tardigrata)

    - főtörzs: Újszájúak (Deuterostomia)
      - Gerinchúrosok (Chordata)
      - Tüskésbőrűek (Echinodermata)
      - Félgerinchúrosok (Hemichordata)
      - †Vetulicolia
      - Xenoturbellida
- Galléros ostorosok (Choanozoa)
- ország: Gombák (Fungi)
  - Rajzóspórás gombák (Chytridiomycota)
  - Blastocladiomycota
  - Neocallimastigomycota
  - Járomspórás gombák (Zygomycota)
  - Endomikorrhiza-gombák (Glomeromycota)
  - Tömlősgombák (Ascomycota)
  - Bazídiumos gombák (Basidiomycota)

#### Bikonta
csoport: Bikonta
- Apusozoa
- ország: Excavata
  - Ostorosmoszatok (Euglenozoa)
  - Fornicata
  - Heterolobosea
  - Jakobida
  - Parabasalia
  - Preaxostyla
- ország: Növények (Plantae)
  - Szürkemoszatok (Glaucophyta)
  - alország: Vörös színtestű növények (Rhodoplantae)
    - Cyanidiophyta
    - Vörösmoszatok (Rhodophyta)

  - alország: Zöld színtestű növények (Viridiplantae)
    - Becősmohák (Anthocerotophyta)
    - Lombosmohák (Bryophyta)
    - Csillárkamoszatok (Charophyta)
    - Valódi zöldmoszatok (Chlorophyta)
    - Korpafüvek (Lycopodiophyta)
    - Májmohák (Marchantiophyta)
    - Harasztok (Pteridophyta)
    - főtörzs: Virágos növények (Spermatophyta)
      - Cikászok (Cycadophyta)
      - Páfrányfenyők (Ginkgophyta)
      - Leplesmagvúak (Gnetophyta)
      - Zárvatermők (Magnoliophyta)
      - Toboztermők (Pinophyta)
- ország: Rhizaria
  - Cercozoa
  - Likacsoshéjúak (Foraminifera)
  - Sugárállatkák (Radiolaria)